# Viola bicolor
Viola bicolor là một loài thực vật có hoa trong họ Hoa tím. Loài này được Pursh miêu tả khoa học đầu tiên năm 1814.

## Hình ảnh

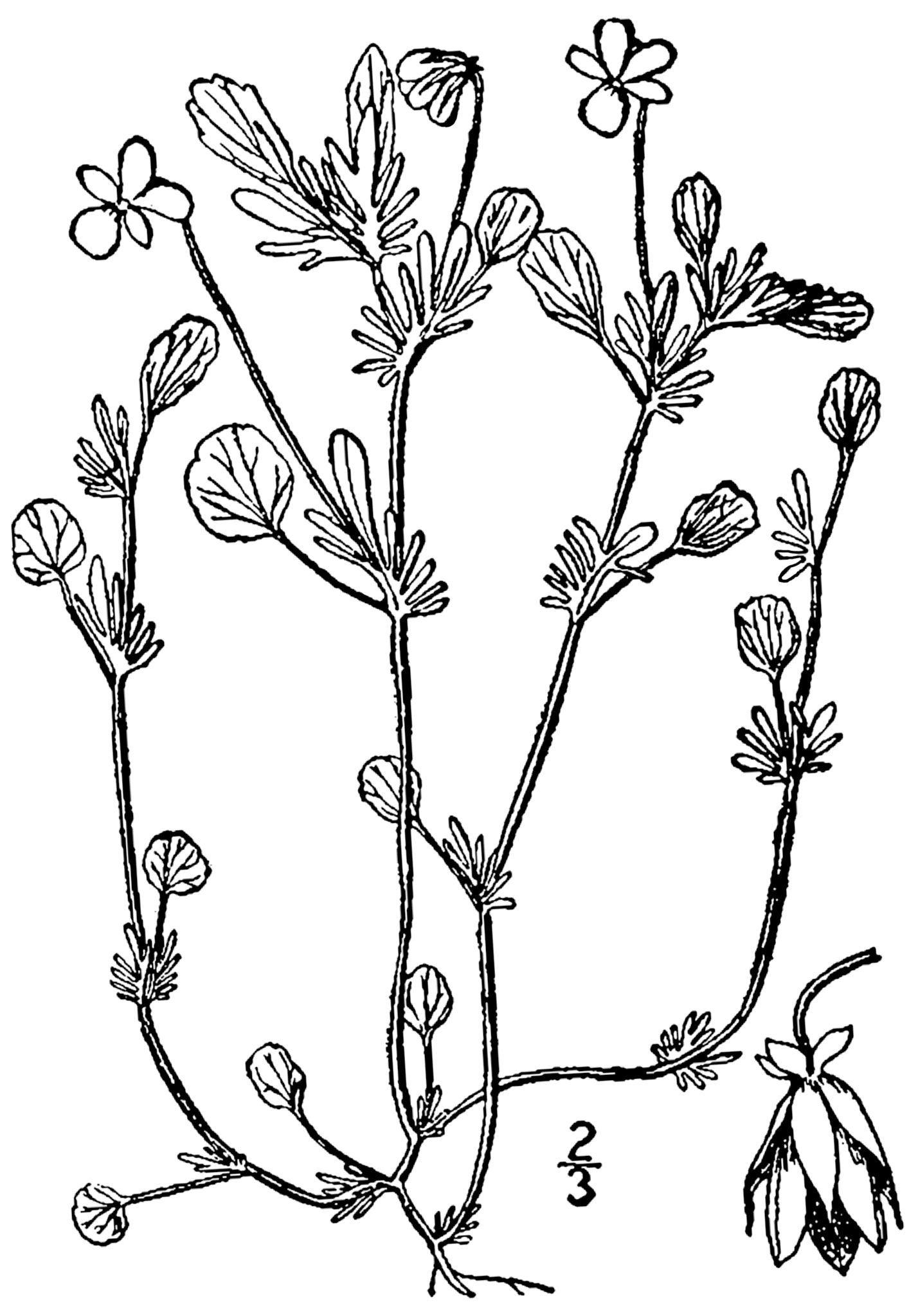